# Kovács Ferenc (politikus, 1823–1895)
Kovács Ferenc (Hódmezővásárhely, 1823. május 11. – Tiszafüred, 1895. augusztus 5.) politikus, jogász, a Magyar Tudományos Akadémia tiszteleti tagja. Noha részt vett az országos politikában is, tevékenysége főként szűkebb pátriája, Csongrád vármegye és Hódmezővásárhely gazdasági, társadalmi és közművelődési fejlesztésére irányult.

## Életútja
Elemi iskoláit szülővárosában végezte el, majd 1839 és 1842 között jogot hallgatott a Debreceni Református Kollégiumban. Ezt követően rövid ideig Késmárkon dolgozott ügyvédként, majd az 1843–1844. évi pozsonyi országgyűlésen Csongrád vármegye követeként részt vevő Klauzál Gábor mellett volt kirendelt jurátus. Sikeresen letette ügyvédi vizsgáját, ám rövid idő múltán a jogászi pályát a hivatalnoki karrierre cserélte fel. 1845-ben Csongrád vármegye tiszteletbeli aljegyzőjévé nevezték ki, a konzervatívok 1846. évi előretörését követően azonban visszavonult a közélettől és birtokán gazdálkodott. Az 1848–1849-es szabadságharc alatt szülővárosa, Hódmezővásárhely szolgabírája volt. A nemzeti küzdelem leverését követően ismét visszavonult a közélettől, és a passzív ellenállás híveként kizárólag birtokán gazdálkodott. 1860-ban Csongrád vármegye főjegyzőjévé választották, egyúttal Hódmezővásárhely követeként, a Felirati Párt híveként részt vett az 1861-es országgyűlésen. 1867-től Csongrád vármegye alispáni hivatalát töltötte be, 1871-től a hódmezővásárhelyi református egyházközség világi főgondnoka is volt. Az 1881–1884. évi országgyűlés munkájában – a Szabadelvű Párt színeiben – ismét Hódmezővásárhely képviselőjeként vett részt.

## Munkássága
Hódmezővásárhely jelentős közéleti személyisége volt, nem csupán hivatalvállalásai okán, de tevékenyen részt vett a helyi református egyházközösség életében is. Törekvéseinek volt köszönhető, hogy a Nagyvárad–Szeged-vasútvonal nyomvonalát Szentes és Makó helyett Hódmezővásárhely irányába jelölték ki. Vagyonát szívesen áldozta jótékonysági, közművelődési és egyházi célokra. Neki volt köszönhető a Hódmezővásárhelyi Iparegylet (1867) és a Hódmezővásárhelyi Gazdászati, Ipar- és Kereskedelmi Bank (1870) létrejötte, nagyobb összegekkel segítette a városi Bethlen Gábor Református Főgimnáziumot, a békés–bánáti református egyházmegye özvegyek és árvák megsegítésére alapított pénzintézetét, továbbá adományából jöhetett létre 1893-ban a városi árvaház és szegénymenház. Emellett alapító tagja volt a pesti Országos Protestáns Árvaháznak, s jelentős összeggel, 2000 forinttal támogatta a Magyar Tudományos Akadémia történeti pályázatait. Már élete során tett adományai is 60 ezer forintra rúgtak, de gyermektelen lévén végrendeletében teljes vagyonának közművelődési és jótékony célokra való fordításáról rendelkezett.
Nevéhez fűződik az 1843–1844. évi országgyűlés jegyzőkönyvének – saját és Babarczy József jegyzetei, valamint korabeli Pesti Hírlap-tudósítások alapján történő – rekonstruálása és kötetté szerkesztése, amely a mai napig a magyarországi reformországgyűlések egyik alapvető forrása. Baráti kapcsolat fűzte Klauzál Gáborhoz és Deák Ferenchez.
Az 1850-es években tanulmányozta kora mezőgazdasági szakirodalmát, s birtokán gyümölcs-mintagazdaságot akart létesíteni. Emellett névtelenül megjelent cikkeiben szorgalmazta a korszerűbb, gazdaságosabb földművelési eljárások meghonosítását.

### Társasági tagságai és elismerései
Érdemei elismeréseként 1892-ben királyi tanácsosi címmel tüntették ki, 1895-ben pedig a Magyar Tudományos Akadémia tiszteleti tagjává választották.

## Fő műve
- Az 1843/44-ik évi magyar országgyűlési alsó tábla kerületi üléseinek naplója I–VI. Budapest, 1893–1894. IV. kötet